# Iuriivka, Bobrîneț
Iuriivka (în ucraineană Юр`ївка) este un sat în comuna Veselivka din raionul Bobrîneț, regiunea Kirovohrad, Ucraina.

## Demografie
Componența lingvistică a localității Iuriivka
     Ucraineană (75%)
     Rusă (12,5%)
     Română (12,5%)
Conform recensământului din 2001, majoritatea populației localității Iuriivka era vorbitoare de ucraineană (75%), existând în minoritate și vorbitori de rusă (12,5%) și română (12,5%).